# هفت روز در ژانویه
هفت روز در ژانویه (اسپانیایی: Siete días de enero‎) یک فیلم درام به کارگردانی خوان آنتونیو باردم است که در سال ۱۹۷۹ منتشر شد. از بازیگران آن می‌توان به مادلن رابینسون و ژاک فرانسوا اشاره کرد. این فیلم در یازدهمین دورهٔ جشنواره بین‌المللی فیلم مسکو برندهٔ نشان زرین شد.